# 让-克里斯托夫·贝特
让-克里斯托夫·贝特（法語：Jean-Christophe Bette，1977年12月3日—），法国男子赛艇运动员。他曾代表法国参加2000年和2008年夏季奥林匹克运动会赛艇比赛，其中2000年奥运会获得一枚金牌。